# Thanh Sang
Thanh Sang (2 tháng 2 năm 1943 – 21 tháng 4 năm 2017) là nghệ sĩ cải lương nổi tiếng người Việt Nam, ông được xem là một trong những nghệ sĩ gạo cội của sân khấu cải lương miền Nam (cùng thời với Thanh Nga, Bạch Tuyết, Ngọc Giàu, Phượng Liên, Thành Được, Hùng Cường, Phương Quang, Diệp Lang,...). Ông cùng với Nghệ sĩ Thanh Nga được đánh giá là cặp đào kép lý tưởng trên sân khấu cải lương.

## Tên gọi
Thật ra, nghệ danh ông muốn đặt là Thanh San, chữ San là Sơn, chỉ núi để tỏ lòng kính trọng và nhớ ơn Sơn là thầy ông. Tuy nhiên người làm áp phích quảng cáo không hiểu đã ghi nhầm là Thanh Sang nên ông dùng nghệ danh này từ đó.

## Thân thế và sự nghiệp
Ông tên thật là Nguyễn Văn Thu, sinh ngày 2 tháng 2 năm 1943, tại xã Hòa Hiệp, Phước Hải. Quê nội anh ở Bình Định, quê ngoại Tuy Hòa, Phú Yên. Thanh Sang là Phật tử, có pháp danh Chơn Từ.
Cha ông từng tham gia Chiến tranh Đông Dương, hy sinh năm 1949. Mẹ ông phải làm lụng vô cùng cực nhọc để nuôi 4 đứa con nhỏ, trong đó chỉ có ông là trai. Vì vậy, từ năm 8 tuổi, ông bắt đầu sống bằng nghề đi biển đánh cá, vừa nuôi gia đình vừa kiếm tiền học chữ trong làng.
Do gia đình sống gần rạp Cải lương Hải Lạc, ông bị cuốn hút theo nghề hát xướng. Ban đầu, ông thường nhại lại các giọng của Thành Công, Chín Sớm, Út Trà Ôn rất giống, được bà con tán thưởng.
Năm 1960, đoàn cải lương Ngọc Kiều của bầu Hoàng Kinh đến Hải Lạc biểu diễn. Khi diễn vở Chiều đông gió lạnh về, ông Thu thường được đưa vào thay thế khi các kép bị ốm. Bầu Hoàng Kinh thấy vậy mới đặt cho nghệ danh là Thanh Sang.
Năm 1962, ông được bầu Hoàng Kinh cho thế Hùng Cường, vai Đông Nhật trong vở Tuyết phủ chiều đông. Ông diễn thành công và từ đó thành một kép chánh trong đoàn Cải lương Ngọc Kiều.
Năm 1964, ông chuyển về hát cho đoàn Dạ lý hương. Cũng trong năm này ông đoạt Huy chương Vàng giải Thanh Tâm (với vai Tạ Tốn trong vở Cô gái Đồ Long). Vai diễn Tạ Tốn trong vở này bị mù, rất khó diễn song ông lại diễn rất hay, đến mức nhiều người nhắc đến ông bằng 4 chữ Kim Mao Sư Vương – danh hiệu của Tạ Tốn. Vai diễn đã đưa ông từ anh chàng chài lưới, chưa qua trường lớp, trở thành ngôi sao sáng chói trong làng sân khấu.
Vào thập niên 1970, ông kết hợp cùng với Thanh Nga, tạo thành cặp đào kép lý tưởng của sân khấu cải lương, được giới mộ điệu say đắm và mến mộ đến tận bây giờ.
Sau năm 1975, ông thành công với nhiều vai diễn khác như: vai Trần Minh trong vở Bên cầu dệt lụa, vai Thi Sách trong vở Tiếng trống Mê Linh, vai Lê Hoàn trong vở Thái hậu Dương Vân Nga,...
Năm 1985, ông thôi hát ở các đoàn văn nghệ, chỉ thu băng đĩa và hát phục vụ khi có yêu cầu. 3 năm sau ông mới cùng đoàn nghệ sĩ Việt Nam sang Paris biểu diễn.
Năm 2001, ông bị bệnh nặng, phải rời xa sân khấu một thời gian dài.
Ngày 4 tháng 3 năm 2007, Nhà hát Thành phố Hồ Chí Minh tổ chức đêm "50 năm một tình yêu nghệ thuật" do Bạch Tuyết làm đạo diễn để kỷ niệm 50 năm nghiệp hát của ông.
Sau nhiều năm bệnh lúc già, Thanh Sang qua đời lúc 0 giờ 25 rạng sáng 21 tháng 4 năm 2017 tại nhà riêng, hưởng thọ 74 tuổi.
Những bạn diễn của ông: NSƯT Thanh Nga, Tiến sĩ - NSND Bạch Tuyết, nghệ sĩ Phượng Liên, NSND Lệ Thủy, NSƯT Mỹ Châu, NSND Thanh Kim Huệ, Thanh Tú, NSƯT Hùng Minh, NSND Diệp Lang, NSƯT Bảo Quốc, NSƯT Phú Quý, NSND Minh Vương, NSƯT Phương Quang, NSND Út Trà Ôn, NSƯT Hoàng Giang, NSƯT Út Bạch Lan,... Ông từng diễn chung với nhiều cô đào, nhưng người đóng chung với ông để lại ấn tượng sâu sắc nhất trong lòng giới mộ điệu cải lương vẫn là Thanh Nga. Họ đã tạo nên cặp đôi "sóng thần" cực kỳ nổi tiếng vào thập niên 1970.

## Nhận xét
Giọng ca của ông được đánh giá là rất trầm buồn, mùi mẫn, cùng nét diễn chân phương, tài hoa của ông đã chiếm trọn tình cảm của khán giả suốt 50 năm qua.
Trong số các vai diễn để đời của Thanh Sang, khán giả không thể không nhớ đến vai Trần Minh "khố chuối" trong tác phẩm kinh điển Bên cầu dệt lụa. Vào giai đoạn cải lương là món ăn tinh thần không thể thiếu của nhiều khán giả, Thanh Sang đã cùng các đồng nghiệp mang đến nhiều vở diễn hay, giàu giá trị nhân văn, đậm triết lý, nhân nghĩa, trong đó Trần Minh "khố chuối" là nhân vật tiêu biểu trong sự nghiệp ca, diễn của ông. Các phân đoạn Trần Minh chăm sóc người mẹ bệnh tật, đối đáp nhân nghĩa ở đời với người anh em Nhuận Điền (Thanh Tú đóng), cảnh diễn tả ân tình với người đẹp Quỳnh Nga... được Thanh Sang nhập vai trọn vẹn. Gương mặt sáng ngời, chất phác, ngoại hình nho nhã, thư sinh cùng chất giọng trầm, điềm đạm của ông đã tạo nên một hình ảnh chuẩn mực cho nhân vật. Chỉ cần ông thốt lên "Mẹ ơi" hay "Quỳnh Nga...", xuống câu vọng cổ nhẹ nhàng rồi ngân vang nỗi niềm nhân tình thế thái trong câu hát với ánh mắt đượm buồn đủ làm rơi nước mắt người xem. Lối diễn tự nhiên, không lên gân của ông chạm vào trái tim khán giả, đồng thời khiến nhiều thế hệ nghệ sĩ sau này thấy khó khăn khi thể hiện lại hồn cốt của nhân vật Trần Minh.
Những vai nào ông đã đóng rồi, thì gần như mặc định là "của riêng ông", không ai thay thế được.

## Giải thưởng
- 1964: Giải Thanh Tâm (vai Tạ Tốn trong vở Cô gái Đồ Long)
- 1993: Nghệ sĩ ưu tú

## Các vai diễn

### Cải lương
Ông đã diễn nhiều vở cải lương nổi tiếng như vai Tạ Tốn (vở Cô gái Đồ Long), Trần Minh (Bên cầu dệt lụa), Thi Sách (Tiếng trống Mê Linh) và Lê Long Hồ (Tuyệt tình ca),...
| Tên                        | Tác giả                                                                | Vai diễn          |
| -------------------------- | ---------------------------------------------------------------------- | ----------------- |
| Bên cầu dệt lụa            | Thế Châu                                                               | Trần Minh         |
| Câu thơ yên ngựa           | Hoàng Yến; Ngọc Văn – NSND Thanh Tòng (chuyển thể)                     | Hiệu úy Lý Ngân   |
| Cô gái Đồ Long             | Kim Dung; Hà Triều – Hoa Phượng (chuyển thể)                           | Tạ Tốn            |
| Đêm lạnh chùa hoang        | Yên Lang                                                               | Bạch Long Sứ      |
| Đời cô Hạnh                | Ngọc Điệp                                                              | Ba của Hạnh       |
| Đời cô Lựu                 | Trần Hữu Trang                                                         | Võ Minh Thành     |
| Đường gươm Nguyên Bá       | Hoa Phượng                                                             | Vua               |
| Đường lên xứ Thái          | Mộc Linh                                                               | Minh Trung        |
| Gió giao mùa               | Ngọc Điệp                                                              | Ô Mã Nhi          |
| Khi rừng mới sang thu      | Quy Sắc – Loan Thảo                                                    | Tạ Tử Lăng        |
| Kim Vân Kiều               | Nguyễn Du; Việt Dung – Quy Sắc – Mộc Linh (chuyển thể)                 | Kim Trọng         |
| Kiếp nào có yêu nhau       | Nguyên Thảo – Hạnh Trung                                               | Lý Trọng Phu      |
| Kiều Nguyệt Nga            | Nguyễn Đình Chiểu; Ngọc Cung (chuyển thể)                              | Lục Vân Tiên      |
| Lấy chồng xứ lạ            | Hoàng Khâm                                                             | Tâm               |
| Máu nhuộm sân chùa         | Yên Lang                                                               | Dư Phong          |
| Mưa rừng                   | Hà Triều – Hoa Phượng                                                  | Khanh             |
| Người phu khiêng kiệu cưới | Yên Lang – Nguyên Thảo                                                 | Xuyên Đảo Băng Hồ |
| Người tình trên chiến trận | Mộc Linh – Nguyên Thảo                                                 | Tiêu Minh         |
| Nửa đời hương phấn         | Hà Triều – Hoa Phượng                                                  | Tùng              |
| Nửa đời hương phấn         | Hà Triều – Hoa Phượng                                                  | Cang              |
| Sân khấu về khuya          | NSND Năm Châu                                                          | Lĩnh Nam          |
| Tần nương thất             | Hà Triều – Hoa Phượng                                                  | Đảnh              |
| Thái hậu Dương Vân Nga     | Trúc Đường (kịch bản); Hoa Phượng – Chi Lăng – Hoàng Việt – Thể Hà Vân | Lê Hoàn           |
| Tiếng hạc trong trăng      | Loan Thảo – Yên Ba                                                     | Tô Điền           |
| Tiếng hạc trong trăng      | Loan Thảo – Yên Ba                                                     | Thi Đằng          |
| Tiếng trống Mê Linh        | Việt Dung – Vĩnh Điền                                                  | Thi Sách          |
| Tuyệt tình ca              | Hoa Phượng – Ngọc Điệp                                                 | Lê Long Hồ        |

### Chặp cải lương
| Tên                 | Tác giả        | Vai diễn |
| ------------------- | -------------- | -------- |
| Hai chiếc ngai vàng | NSND Viễn Châu | Vua      |
| Lá trầu xanh        | NSND Viễn Châu | Dũng     |
| Trái sầu riêng      | NSND Viễn Châu | Hoàng    |

## Tân cổ, vọng cổ

### Tân cổ
| Tên                         | Tác giả                     | Tác giả   | Hát với            |
| Tên                         | Tân nhạc                    | Cổ nhạc   | Hát với            |
| --------------------------- | --------------------------- | --------- | ------------------ |
| Trăng rụng xuống cầu        | Hoàng Thi Thơ               | Tứ Lang   | Thanh Thanh Hoa    |
| Buồn trong kỷ niệm          | Trúc Phương                 | ?         | NSND Ngọc Giàu     |
| Lối về xóm nhỏ              | Trịnh Hưng                  | Loan Thảo | NSƯT Diệu Hiền     |
| Chiều                       | Hồ Dzếnh – Dương Thiệu Tước | ?         | Phượng Liên        |
| Chuyến tàu hoàng hôn        | Hoài Linh – Minh Kỳ         | Loan Thảo | NSND Lệ Thủy       |
| Em đi trên cỏ non           | NSƯT Bắc Sơn                | ?         | NSND Lệ Thủy       |
| Ngày em về thăm quê tôi     | Tô Hà Vân                   | Loan Thảo | NSND Lệ Thủy       |
| Tình đất đỏ miền Đông       | Trần Long Ẩn                | Loan Thảo | NSƯT Mỹ Châu       |
| Giữa chúng mình là mùa xuân | Diệp Minh Tuyền             | Minh Thùy | NSND Thanh Kim Huệ |
| Ngày hạnh phúc              | Lam Phương                  | Loan Thảo | NSND Thanh Kim Huệ |
| Vó ngựa trên đồi cỏ non     | Giao Tiên                   | Thế Châu  | Thùy Trang         |

### Vọng cổ
| Tên                               | Tác giả        | Hát với          |
| --------------------------------- | -------------- | ---------------- |
| Khóc Đơn Hùng Tín                 | ?              | Đơn ca           |
| Hoa trôi dòng thác lũ             | NSND Viễn Châu | Đơn ca           |
| Mồ em Phượng                      | NSND Viễn Châu | Đơn ca           |
| Người đánh đàn trên sông Mỹ Thuận | NSND Viễn Châu | Đơn ca           |
| Nhớ mẹ                            | NSND Viễn Châu | Đơn ca           |
| Tâm sự với quê hương              | Hải Đăng       | Đơn ca           |
| Tình anh bán chiếu                | NSND Viễn Châu | Đơn ca           |
| Bên dòng kênh xáng                | Quốc Tân       | NSƯT Thanh Nga   |
| Chuyện tình Tiêu Sử và Lộng Ngọc  | Thế Châu       | NSƯT Thanh Nga   |
| Gái làng Tân Hội                  | Trần Nam Dân   | NSƯT Thanh Nga   |
| Hoa thắm đồng bưng                | Minh Thùy      | NSƯT Thanh Nga   |
| Gánh lúa đêm trăng                | Hải Đăng       | NSND Ngọc Giàu   |
| Tháng Mười ngôi sao đỏ            | Trần Nam Dân   | NSND Ngọc Giàu   |
| Có một vùng đất tôi yêu           | Thanh Bình     | Phượng Liên      |
| Tiếng đàn đá, tiếng mùa xuân      | Đằng Giao      | Phượng Liên      |
| Chiêu Quân cống Hồ                | Yên Sơn        | Kim Lệ Thủy      |
| Mùa vú sữa                        | Ngô Hồng Khanh | NSƯT Thanh Nhanh |
| Chiếc áo mùa thu                  | Thế Châu       | Cao Thị Thắng    |
| Qua đồng tro                      | Ngô Hồng Khanh | Đan Châu         |

## Câu nói
| “ | Đa số các vai thành công của tôi lại không phải là vai chọn cho tôi đóng. Lúc trẻ tôi được tin cẩn giao vai già, khi lớn tuổi thì lại được đóng vai trẻ, bên cạnh nhiều cô đào trẻ. | ” |

| “ | Nghệ sĩ ngày nay danh nổi trước tài, không chịu rèn luyện trao dồi. Chính nghệ sĩ cũng đang giết cải lương với nhiều vấn đề như hát nhép, đòi cátxê cao, không thuộc tuồng, diễn hời hợt... Nghệ sĩ phải biết yêu cải lương, thương cải lương, trân trọng cải lương để làm nghề tử tế, quên mình một chút vì cái chung cải lương mới sống nổi, dù cải lương sẽ không bao giờ chết. | ” |

### Nhận xét về Thanh Sang
| “ | Với Thanh Sang, gần như vai diễn nào, anh cũng đặt hết niềm đam mê vào đó và anh biết nắm bắt nhân vật để dẫn dắt bạn diễn đi cùng anh trên sân khấu. | ” |
| — | |   |